# Гросширма
Гросширма (нім. Großschirma) — місто в Німеччині, розташоване в землі Саксонія. Входить до складу району Середня Саксонія.
Площа — 61,44 км2. Населення становить 5580 ос. (станом на 31 грудня 2020).

## Особистості
- Фрідріх Вільгельм Путцгер — німецький історик, картограф.